# Birgit Diezel

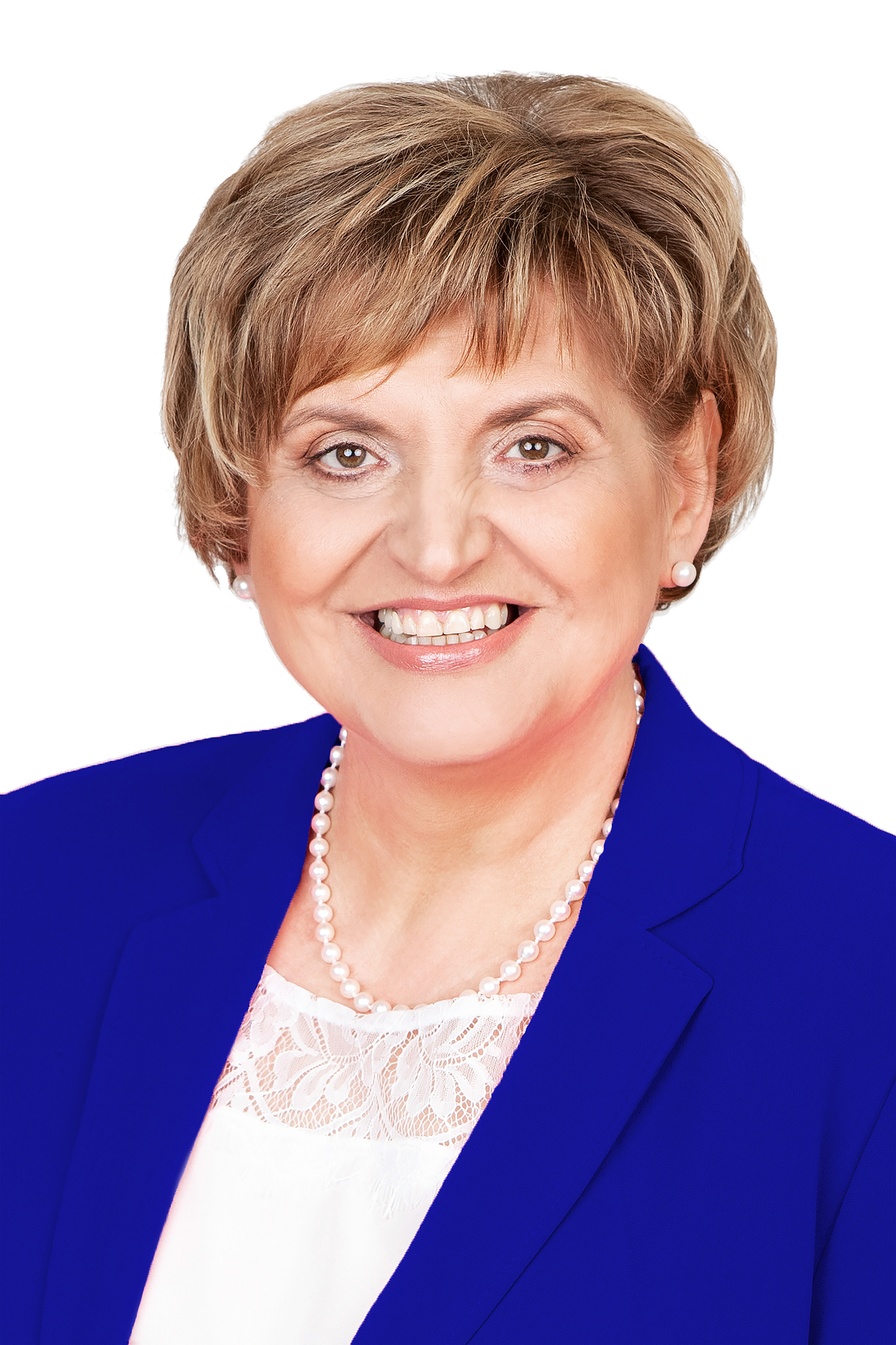
Birgit Diezel (2019)

Birgit Irmgard Diezel (* 10. Februar 1958 in Greiz) ist eine deutsche Politikerin (CDU). Sie war von 2002 bis 2009 Thüringer Finanzministerin und von 2004 bis 2009 gleichzeitig stellvertretende Thüringer Ministerpräsidentin. Von 2009 bis 2014 sowie von 2018 bis 2019 war sie Präsidentin des Thüringer Landtags.

## Werdegang
Birgit Diezel wuchs als ältestes von drei Geschwistern in einem christlich geprägten Elternhaus auf einem Bauernhof in Neugernsdorf bei Greiz auf. Nachdem sie von 1974 bis 1976 eine Ausbildung zur Verkehrskauffrau gemacht hatte, dann bis 1980 als Finanzbuchhalterin im Kraftverkehr Greiz tätig gewesen war und währenddessen ihr erstes Kind (eine Tochter) bekam und in der Abendschule ihr Abitur nachgeholt hatte, studierte sie von 1980 bis 1984 Volkswirtschaftslehre in Halle. 1985 bekam sie ihr zweites Kind (einen Sohn), nach dem Mutterschaftsurlaub war sie von 1987 bis 1989 in Greiz beim Rat des Kreises tätig. Sie war Mitglied in der Demokratischen Bauernpartei Deutschlands.
Diezels politische Karriere begann 1990, als sie in die CDU eintrat und noch im selben Jahr Mitglied in deren Landesvorstand wurde. 1994 wurde sie Mitglied des Thüringer Landtags und stellvertretende Landesvorsitzende ihrer Partei. Zwischen 1999 und 2002 war sie Staatssekretärin im Thüringer Finanzministerium. 2001 bekam sie ihr drittes Kind (eine Tochter). Nach der Berufung Andreas Trautvetters zum Thüringer Innenminister wurde sie 2002 Thüringer Finanzministerin.
Bei den Landtagswahlen 1994 und 1999 war sie jeweils mit einem Direktmandat aus dem Wahlkreis Gera II in den Landtag eingezogen. 2004 verlor sie – als sie bereits Landesministerin war – ihren Wahlkreis an Dieter Hausold (PDS), kam aber über die CDU-Landesliste ins Parlament. Nach der Wahl 2004 wurde sie – neben ihrem Amt als Finanzministerin – Stellvertreterin des Ministerpräsidenten im Kabinett Althaus II.
Nach einem Skiunfall von Ministerpräsident Dieter Althaus am Neujahrstag 2009 übernahm sie bis zu Althaus’ Genesung und Rückkehr am 20. April 2009 die Regierungsgeschäfte. Bei der Landtagswahl 2009 trat sie im Wahlkreis Gera I als Direktkandidatin an, wo sie Margit Jung (Die Linke) unterlag. Erneut gelang ihr der Einzug in den Landtag nur über die Landesliste. Bis Ende 2009 war Diezel auch stellvertretende Vorsitzende der Trägerversammlung der Landesbank Hessen-Thüringen (Helaba).
Nach Althaus’ überraschendem Rücktritt vom Amt des Ministerpräsidenten am 3. September 2009 bat dieser nach Aussage von Diezel sie in einem persönlichen Brief, die Amtsgeschäfte zu übernehmen. Am 7. September erklärte die Staatskanzlei aber, dass Althaus gemäß der Thüringer Verfassung die Amtsgeschäfte selbst bis zur Vereidigung einer neuen Landesregierung weiterführen wird. Althaus gab später an, dass er Diezel die Amtsgeschäfte nicht übertragen habe und dass es auch keine entsprechenden Dokumente gibt. Auf Empfehlung Diezels wählte die Thüringer CDU daraufhin Sozialministerin Christine Lieberknecht zur Kandidatin für das Ministerpräsidentenamt. Am 23. September 2009 wurde Diezel von der CDU-Landtagsfraktion als neue Landtagspräsidentin nominiert und in der konstituierenden Sitzung des Landtags am 29. September 2009 mit 70 von 87 Stimmen in dieses Amt gewählt.
Bei der Landtagswahl 2014 verpasste Diezel sowohl als Direktkandidatin im Wahlkreis 41, den wiederum Margit Jung gewann, als auch auf Listenplatz 3 der Landesliste der CDU den Wiedereinzug in den Landtag.
Diezel ist weiterhin stellvertretende Vorsitzende des CDU-Landesverbandes Thüringen. Am 4. April 2016 wurde sie zur Vorsitzenden des neu gebildeten Verwaltungsrates des Mitteldeutschen Rundfunks (MDR) gewählt.
Seit 2003 war Birgit Diezel Vorstandsvorsitzende des Landesverbandes Lebenshilfe Thüringen e. V. Nach 15 Jahren stellte sie sich im Mai 2019 nicht erneut zur Wahl. Für ihr Engagement erhielt sie die Goldene Ehrennadel der Landesverbände der Lebenshilfe Deutschland.
2016 gab Diezel an, noch verschiedene Ehrenämter auszuüben und ansonsten ihren Schwerpunkt jetzt im privaten Bereich zu setzen. Zu der Frage, ob sie noch einmal exponierte politische Funktionen anstrebe, äußerte sie sich nicht. Ihren Auftritt im Internet hat Diezel löschen lassen.
Am 4. Dezember 2018 legte die Thüringer CDU-Spitzenkandidatin für die Europawahl 2019, Marion Walsmann, ihr Mandat im Landtag nieder, welches am folgenden Tag von Diezel als Nachrückerin übernommen wurde. Nach dem Rücktritt von Christian Carius als Landtagspräsident und dem Scheitern der CDU, Michael Heym als dessen Nachfolger zu installieren, schlug der CDU-Landesvorsitzende Mike Mohring vor, die wieder im Landtag sitzende Birgit Diezel als Landtagspräsidentin zu nominieren. Während die Abgeordneten der rot-rot-grünen Regierungsfraktionen Heym als Präsidenten des Landtages ablehnten, sagten sie Diezel Unterstützung bei ihrer Wahl zu. Am 12. Dezember 2018 wurde sie zur Landtagspräsidentin gewählt.
Bei der Landtagswahl 2019 verpasste Diezel erneut, obwohl auf dem aussichtsreichen Listenplatz 2 der Landesliste der CDU gesetzt, den Wiedereinzug in den Landtag, da ihre Partei alle 21 ihr nach dem Wahlergebnis zustehenden Parlamentssitze mit direkt gewählten Abgeordneten besetzte. Als ihr Parteikollege Christian Herrgott im März 2024 aus dem Landtag ausschied, verzichtete sie aus Altersgründen zugunsten von Regina Polster auf das Nachrückermandat.